# Архангельское (Донецкая область)
Арха́нгельское (укр. Архангельське) — село в Покровском районе Донецкой области Украины.

## Население
Население по переписи 2001 года составляло 285 человек.

## История
В справочных книгах Екатеринославской епархии за 1908 и 1913 годы указано, что Успенская церковь села Архангельское была построена в 1849 году на средства помещика М. Ф. Шабельского. Церковь каменная, престол один.
Из «Списков населенных мест» Екатеринославской губернии, охватывающих период с 1859 по 1873 годы видно, что владельческое село Архангельское (Калиново) расположено при речке Калиновой, имеет 69 дворов, в нём проживают 280 жителей мужского пола и 270 женского, имеется православная церковь.
В сборнике статистических данных по Бахмутскому уезду за 1886 год Архангельское упоминается как центр волости, в которой на тот период было 13 096 десятин земли, 18 мельниц, 1 маслобойня, 6 кузниц, 4 кабака, 3 лавки / склада.
Согласно Справочной книге Екатеринославской епархии за 1908 год в Архангельском на то время числился 131 ¾ двор, 527 прихожан мужского пола и 472 женского; все православные малороссы; в селе имелась земская школа. В приход Успенской церкви входили также деревни Калиновая, Петровская, Воздвиженкова, Александровка.
3 мая 2024 года в ходе российского вторжения в Украину село было оккупировано российскими войсками после отступления украинских сил.

## Известные уроженцы
В селе родились кавалер ордена Славы трёх степеней Порфирий Иванович Чуйко (1923—1992) и Дмитрий Васильевич Чалый (1904—1985), украинский советский литературовед.